# Église en bois de la Translation-des-Reliques-de-Saint-Nicolas de Ljutovnica
Pour les articles homonymes, voir Église Saint-Nicolas.
L'église en bois de la Translation-des-Reliques-de-Saint-Nicolas de Ljutovnica (en serbe cyrillique : Црква брвнара Преноса моштију Светог Николе у Љутовници ; en serbe latin : Crkva brvnara Prenosa moštiju Svetog Nikole u Ljutovnici) est une église orthodoxe serbe située à Ljutovnica, dans la municipalité de Gornji Milanovac et dans le district de Moravica, en Serbie. Elle est inscrite sur la liste des monuments culturels de grande importance de la république de Serbie (identifiant no SK 197),,,.
Cette église en bois est l'une des mieux conservées de Serbie.

## Présentation
L'église, autrefois dédiée à saint Michel, est située au pied du mont Rudnik, à 10 km au nord de Gornji Milanovac. Elle a été construite en 1809,. L'église, qui s'étend sur moins de 60 m2, repose sur une base en pierre ; son toit pentu est couvert de bardeaux.

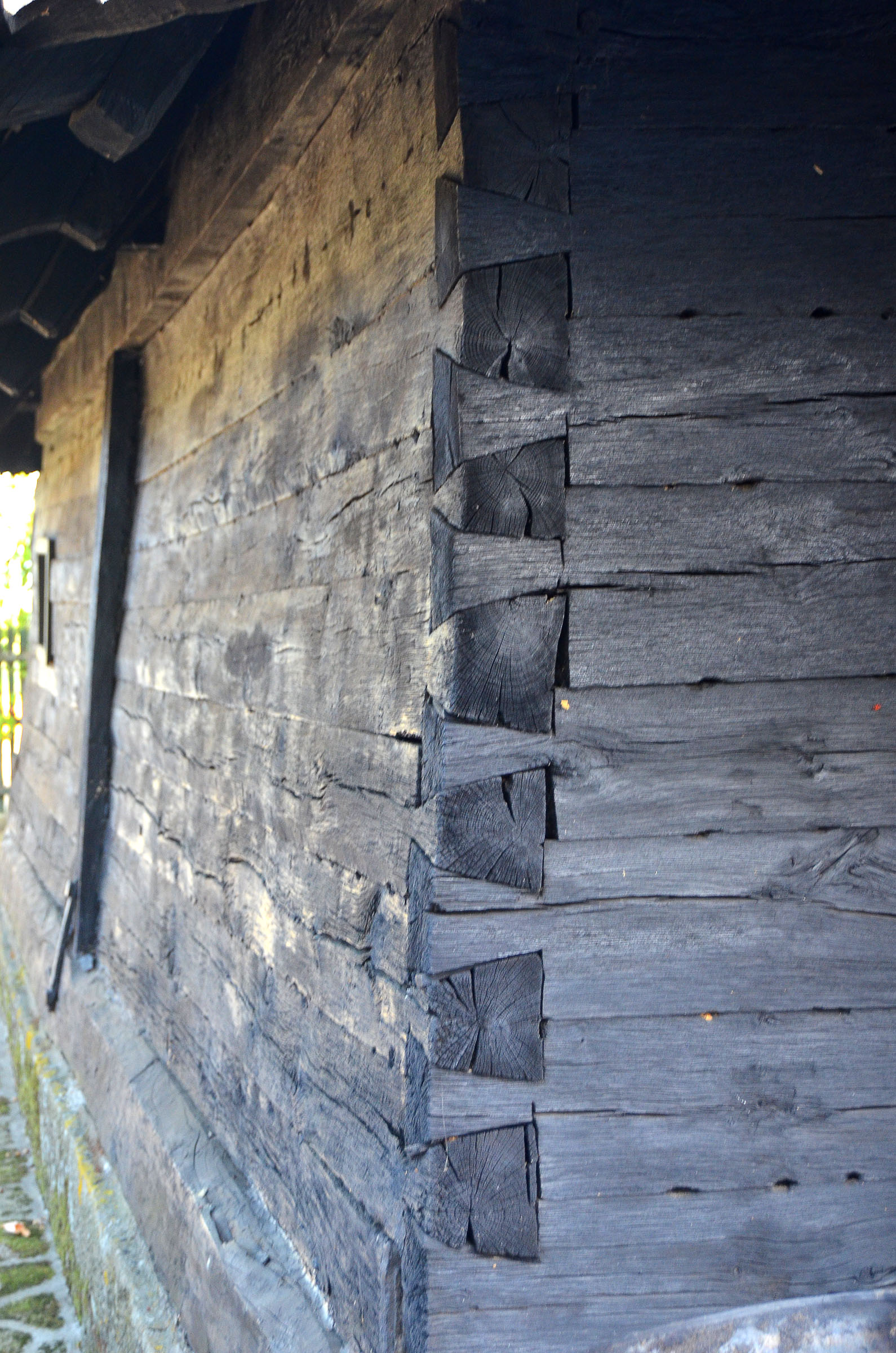
Détail des façades en bois
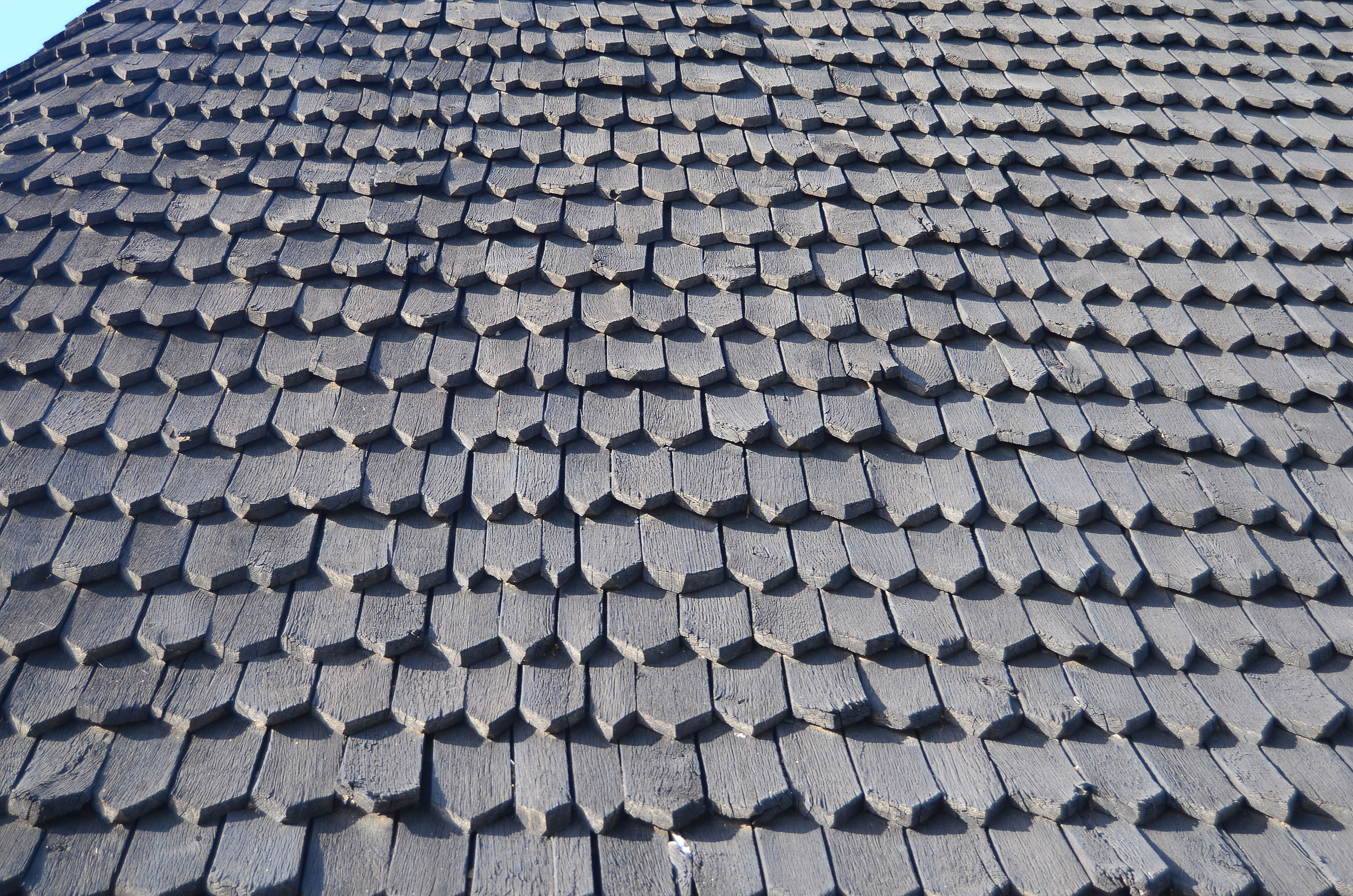
Détail des bardeaux du toit

L'église, qui disposait autrefois d'un narthex et d'une nef, est aujourd'hui formée d'une nef unique prolongée par une abside demi-circulaire. Dans la zone de la façade occidentale, deux piliers en bois soutenant le toit forment un auvent protégeant l'entrée principale. Les portails est et sud sont ornés de motifs floraux et géométriques.

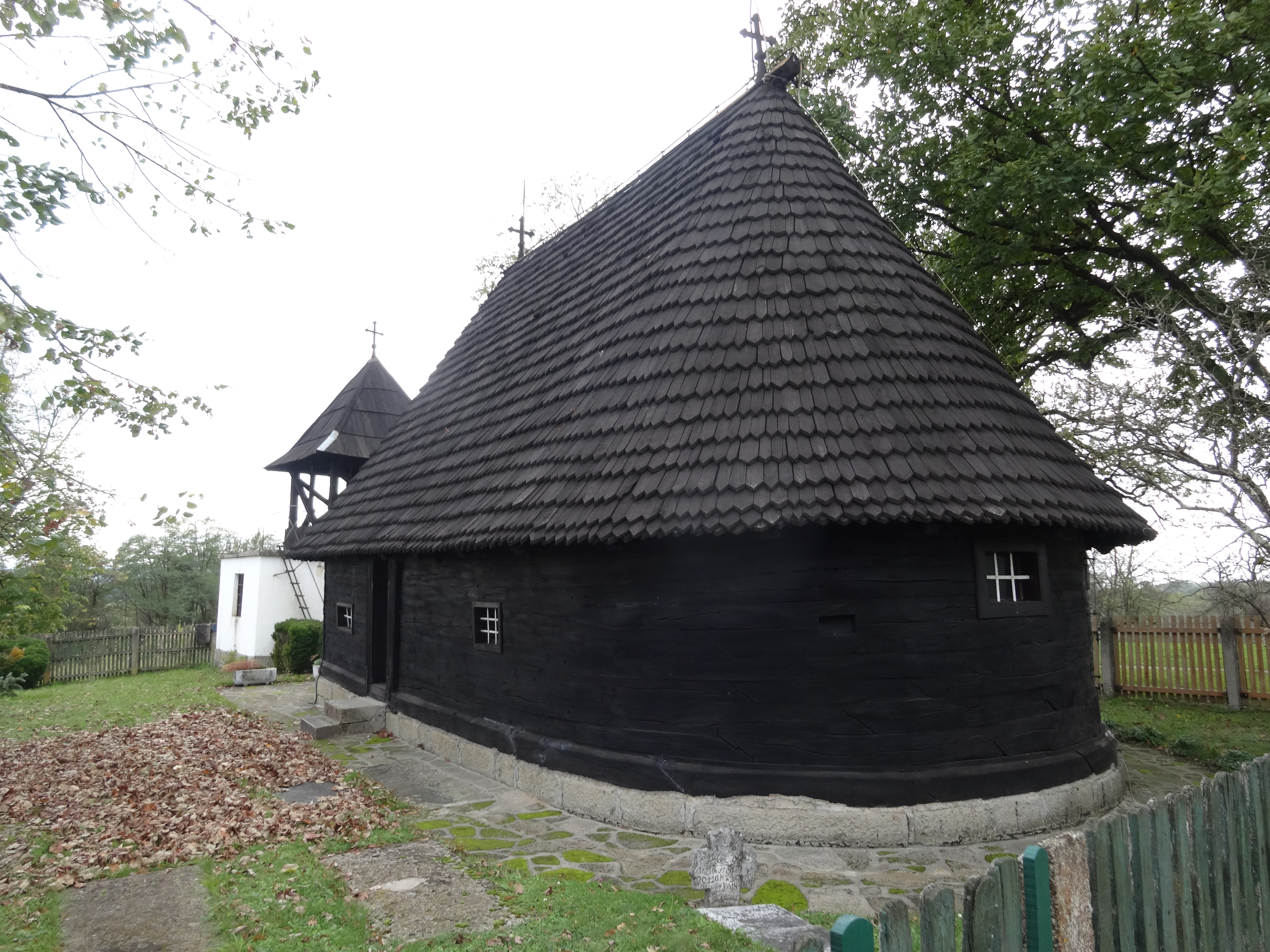
Le chevet de l'église
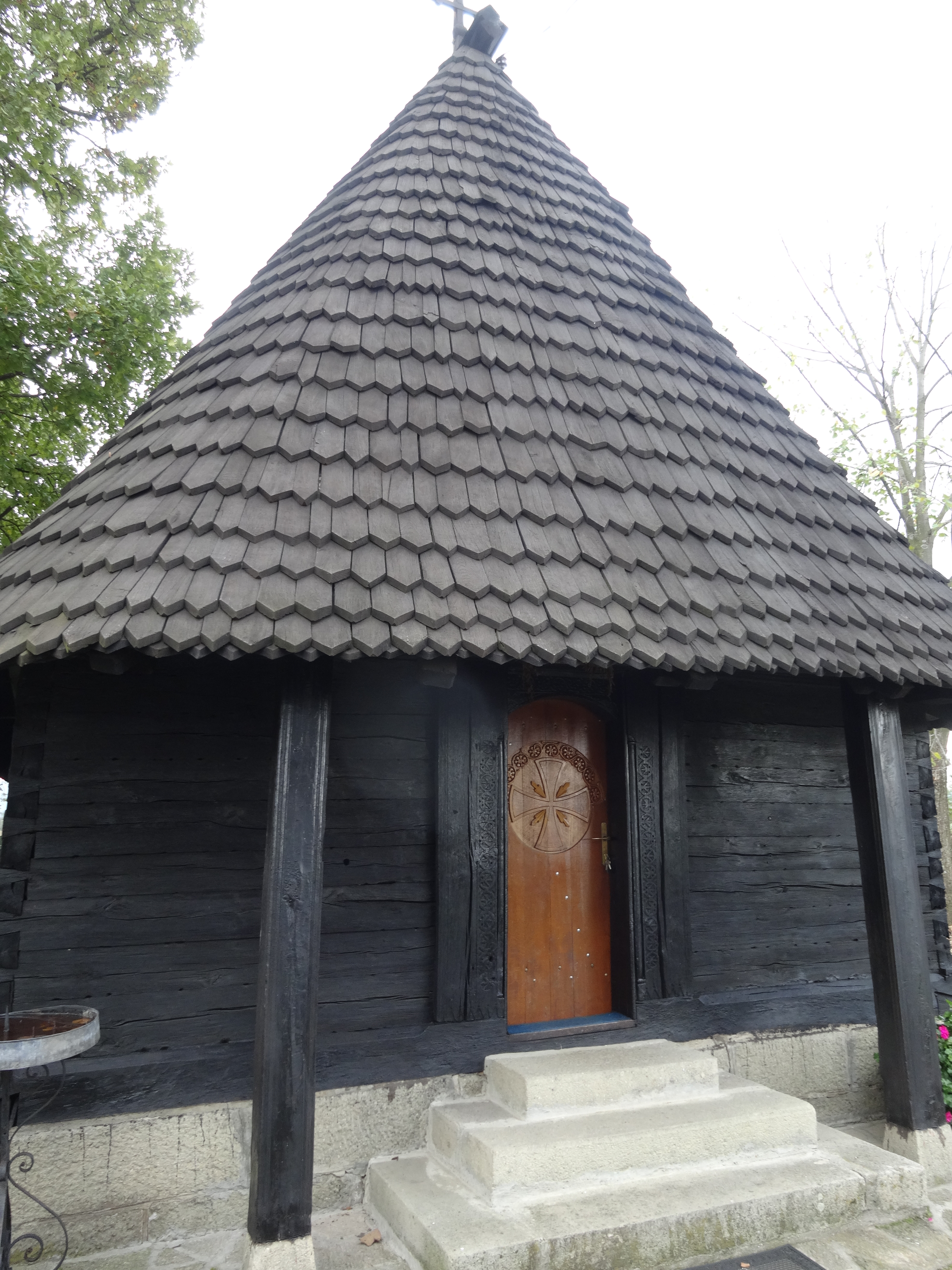
L'entrée principale avec son auvent
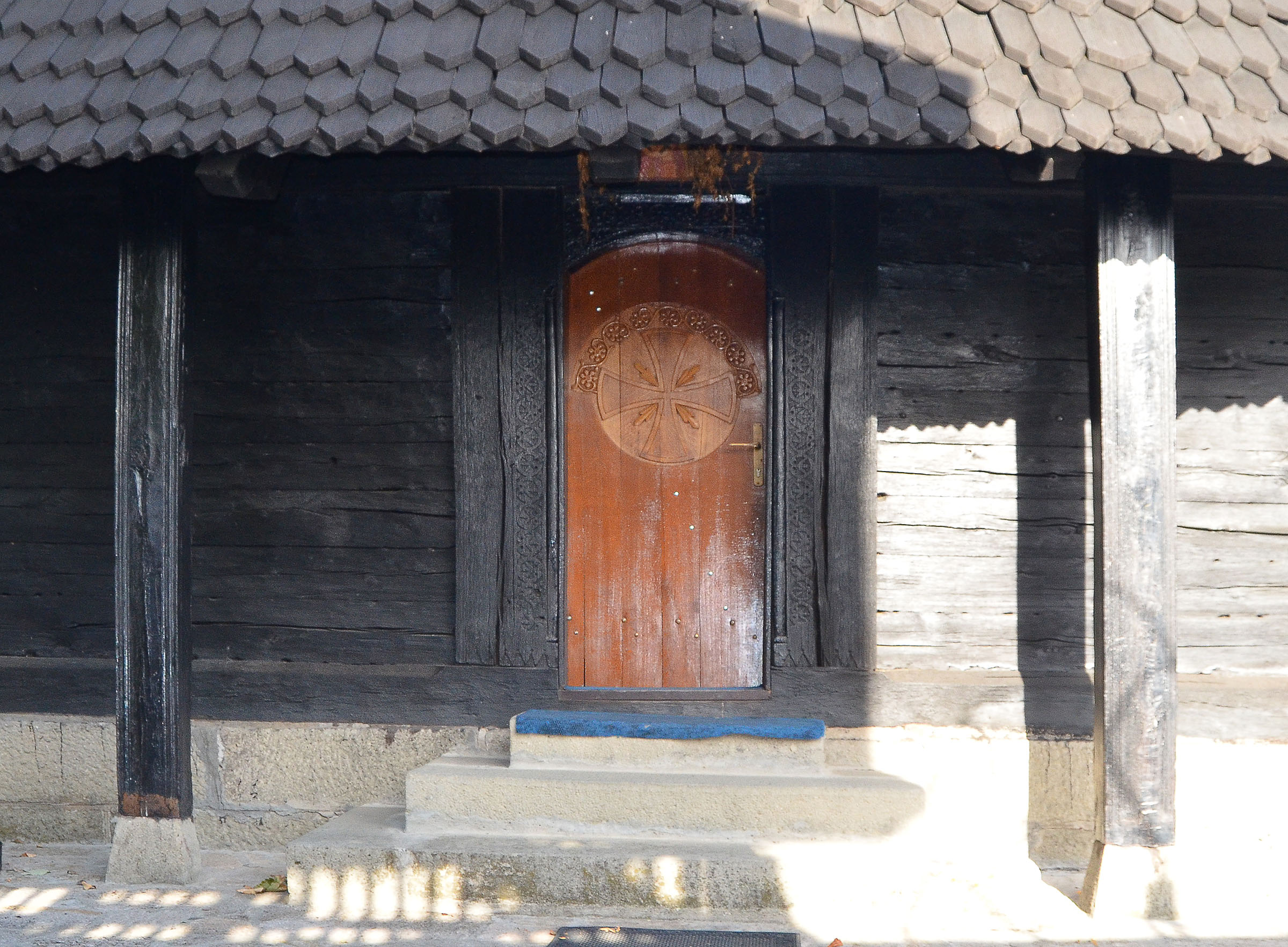
Détail du portail principal

L'iconostase originale remonte à 1810 ; il en subsiste aujourd'hui des icônes dispersées dans l'église, comme celles des « portes royales » ou celles représentant le Christ, saint Michel et la Crucifixion ; elles sont dues à Nikola Apostolović, un peintre originaire de Zemun, qui s'inscrit dans la lignée de la peinture baroque et rococo,.